# Gottlieb Konrad Pfeffel
Gottlieb Konrad Pfeffel (født 28. juni 1736 i Kolmar, død 1. maj 1809 sammesteds) var en tysk digter. 
Pfeffel studerede jura i Halle 1751—53, Han blev angrebet af en øjensygdom, der nødvendiggjorde, at han måtte opgive sit studium og i 1757 i Kolmar førte til fuldstændig blindhed. Pfeffel, der 1759 havde giftet sig og levede henved 50 år i et lykkeligt ægteskab, oprettede 1773 med kong Ludvig XV's tilladelse i Kolmar en akademisk protestantisk opdragelsesanstalt, kaldet Krigsskolen. Den vandt hurtig anseelse og blev besøgt af den unge adel, men måtte standse, da den franske revolution udbrød. I 1803 blev han udnævnt til præsident for det evangeliske konsistorium i sin fødeby, hvor der nu er rejst et mindesmærke for ham. Pfeffel har digtet fabler og poetiske fortællinger, som Die Tabakspfeife (1783), der minder stærkt om Gellerts lignende arbejder. Blandt hans bøger må nævnes Poetische Versuche (3 bind, 1761—62), Fabeln, Prosaische Versuche (10 bind, 1810—12), tragedien Der Einsiedler, dramaet Philemon und Baucis, Theatralische Belustigungen, Dramatische Kinderspiele. Hans digtning er i høj grad præget af tidens smag. I senere tid har Anton Buhl udgivet Ausgewählte Fabeln und poetische Erzählungen mit Biographie (Kolmar 1908). 